# Coupe Spengler 1926
Navigation
Édition précédente Édition suivante
La Coupe Spengler 1926 est la 4e édition de la Coupe Spengler. Elle se déroule en décembre 1926 à Davos, en Suisse.

## Règlement du tournoi
Les six équipes sont réparties en deux groupes de trois équipes chacun. Le groupe A est composé du SC Berlin, de l'Université de Cambridge et des Canadiens de Paris. Le groupe B est composé de l'SC Riessersee, du Hockey Club Davos et de l'Université d'Oxford.
Les équipes jouent un match contre chacune des autres équipe de son groupe. La deuxième équipe du groupe A rencontre la deuxième équipe du groupe B pour la 3e place. Les premiers de chaque groupe se rencontrent afin de déterminer le vainqueur de la Coupe Spengler.

## Résultats

### Phase de groupes

#### Groupe A
| Clt   | Équipe                  | PJ | V | VP | D | DP | BP | BC | Pts |
| ----- | ----------------------- | -- | - | -- | - | -- | -- | -- | --- |
| +001, | SC Berlin               | 2  | 2 | 0  | 0 | 0  | 6  | 2  | 4   |
| +002, | Université de Cambridge | 2  | 1 | 0  | 1 | 0  | 4  | 4  | 2   |
| +003, | Canadiens de Paris      | 2  | 0 | 0  | 2 | 0  | 3  | 7  | 0   |

- Qualifié directement pour la finale

|  | SC Berlin | 2-1 | Université de Cambridge |  |

| 27 décembre | Canadiens de Paris | 2-3 | Université de Cambridge |  |

| 28 décembre | SC Berlin | 4-1 | Canadiens de Paris |  |

#### Groupe B
| Clt   | Équipe              | PJ | V | VP | D | DP | BP | BC | Pts |
| ----- | ------------------- | -- | - | -- | - | -- | -- | -- | --- |
| +001, | HC Davos            | 2  | 2 | 0  | 0 | 0  | 6  | 2  | 4   |
| +002, | SC Riessersee       | 2  | 1 | 0  | 1 | 0  | 4  | 4  | 2   |
| +003, | Université d'Oxford | 2  | 0 | 0  | 2 | 0  | 3  | 7  | 0   |

- Qualifié directement pour la finale

|  | HC Davos | 2-0 | SC Riessersee |  |

| 27 décembre | Université d'Oxford | 1-2 | HC Davos |  |

| 28 décembre | SC Riessersee | 1-0 | Université d'Oxford |  |

### Phase finale

#### Match pour la3eplace
| 30 décembre | SC Riessersee | 1-2 | Université de Cambridge |  |

#### Finale
| décembre | HC Davos | 5-5 | SC Berlin |  |

Après trois heures de jeu et sous une forte chute de neige, la finale est suspendue et est rejouée le 5 janvier 1927.
| 5 janvier | HC Davos | 1-2 | SC Berlin |  |